# IPAI-32
Die IPAI-32 war eine Entwicklung der brasilianischen IPAI, Escola de Engenharia de Sâo Carlos.

## Geschichte und Konstruktion
Die Maschine wurde an der Escola de Engenharia de Sâo Carlos unter der Leitung von Romeu Corsini entwickelt. Der einmotorige Schulterdecker verfügte über doppelten Leitwerksträger und ein festes Bugradfahrwerk. In der geschlossenen Kabine befanden sich zwei Sitze nebeneinander, dahinter der Motor, der einen Druckpropeller antreiben sollte. Der Rumpf bestand aus einer geschweißten Stahlrohrkonstruktion, die Tragflächen aus einer Aluminiumkonstruktion, die mit Kunststoff bespannt worden wären. Gebaut wurde letztendlich nur ein verkleinertes Modell für den Windkanal. Angetrieben hätte das Flugzeug von einem 4-Zylinder-Kolbenmotor mit 51 kW werden sollen, der von den Ingenieuren der IPAI extra für die Verwendung von Alkohol als Treibstoff umgebaut wurde, dann jedoch nicht zum Einsatz kam.

## Technische Daten
| Kenngröße             | Daten                                                   |
| --------------------- | ------------------------------------------------------- |
| Besatzung             | 1                                                       |
| Passagiere            | 1                                                       |
| Länge                 | m                                                       |
| Spannweite            | 11 m                                                    |
| Höhe                  | ? m                                                     |
| Flügelfläche          | 13,2 m²                                                 |
| Leermasse             | ? kg                                                    |
| max. Startmasse       | 500 kg                                                  |
| Reisegeschwindigkeit  | 126 km/h                                                |
| Höchstgeschwindigkeit | 146 km/h                                                |
| Dienstgipfelhöhe      | ? m                                                     |
| Reichweite            | 3 Stunden                                               |
| Triebwerke            | 1 × Alkoholbetriebener 4-Zylinder-Kolbenmotor mit 51 kW |